# The La's
The La's byla anglická hudební skupina, jejíž nejznámější skladbou byla „There She Goes“.
Skupinu založil v roce 1983 v Liverpoolu kytarista a zpěvák Mike Badger, původně se věnovala žánru skiffle, o rok později přišel Lee Mavers a posunul skupinu k rockovějšímu zvuku, ovlivněnému místní tradicí merseybeatu. V roce 1986 Badger odešel a založil vlastní skupinu The Onset. The La's vydali v roce 1987 svůj první singl „Way Out“ (86. místo v UK Singles Chart) a o rok později „There She Goes“, která zpočátku nebyla příliš úspěšná (59. místo žebříčku), ale později se z ní stal hit a byla použita v řadě filmů. V roce 1990 vydala skupina eponymní album, které se umístilo na třicátém místě UK Albums Chart. Po evropském a americkém turné v roce 1991 skupinu opustil baskytarista John Power, což vedlo The La's k ukončení činnosti. V poněkud obměněné sestavě koncertovali se starým repertoárem ještě v letech 1994, 2005 a 2011.
V roce 2003 vydal publicista M. W. Masefield o skupině knihu In Search of The La's: A Secret Liverpool.